# Filemón Pi
Filemón Pi (en las primeras historietas, Filemón Gutiérrez) es un personaje creado por Francisco Ibáñez en 1958 para su serie Mortadelo y Filemón, siendo el protagonista de la misma junto a su subalterno Mortadelo. Por influencia de la posguerra, ambos nombres evocan alimentos; Filemón sería un eco de filetón. Al formar parte de la T.I.A. a partir de la historieta El sulfato atómico (1969), pasó de ser su propio jefe a responder ante el superintendente Vicente.

## Descripción
Es un poco más bajo que Mortadelo. En los primeros años de su publicación tenía la nariz más prominente y aguileña, llevaba una gran pipa en la boca y un atuendo similar al de Sherlock Holmes, con chaqueta y sombrero de felpa; de hecho, en el número 1404 de Pulgarcito llegó incluso a vestir el impermeable y sombrero a cuadros característico de la mayoría de las ilustraciones de Holmes.
Este primitivo aspecto fue depurándose con el tiempo, adquiriendo pronto un aspecto similar al actual: Filemón fue reduciendo paulatinamente su nariz y su indumentaria pasó a consistir en una pajarita negra, camisa blanca, pantalones generalmente rojos y, en ocasiones, chaqueta a juego. Tiene solo dos pelos en la cabeza, que apuntan en direcciones diferentes.
Durante la época franquista se afirmó que tanto Mortadelo como Filemón eran homosexuales, afirmándose que «dos personajes masculinos, solteros, que compartían piso, que dormían en la misma habitación, uno de los cuales se disfrazaba a menudo de mujer, era para sus detractores sinónimo de homosexualidad».

## Creación y concepción
A Ibáñez le propusieron la creación de una serie sobre unos detectives privados, así que decidió utilizar como base al personaje Sherlock Gómez de Raf.
Los bocetos preliminares se los envió a Rafael González Martínez, ya que poco antes había firmado un acuerdo por el cual los derechos de sus personajes pasaban a manos de la Editorial Bruguera. Tras aceptar la realización de la serie, la editorial registró los personajes a nombre de los dueños de la empresa, describiendo a Filemón como "un hombre de mediana edad, calvo y dotado únicamente en el cráneo de algunos cabellos aislados."

## Acciones recurrentes

### Con Mortadelo
- Filemón aparenta ser más inteligente, serio y responsable que Mortadelo, y en numerosas ocasiones demuestra serlo, pero esto no es consistente. En cualquier caso, a pesar de que Filemón tome la iniciativa, es Mortadelo quien suele llevar a cabo la mayoría de la acción.
- Filemón desaprueba que Mortadelo se esté probando disfraces a todas horas, y ocasionalmente confunde algún objeto corriente con su compañero disfrazado.
- Filemón siempre se lleva los golpes consecuencia de las meteduras de pata de Mortadelo.
- Filemón suele montar en cólera con Mortadelo y lo persigue con algún tipo de arma caricaturesca u objeto arrojadizo de grandes proporciones mientras Mortadelo escapa disfrazado, normalmente de animal (insecto, reptil, ave, gato, etc…). Esto ocurre frecuentemente en el final de las historietas o sus secciones.[7]

### Con el "Súper"
- Filemón siempre anda hablando de forma grosera al Súper a sus espaldas, cosa que después Mortadelo lo comenta de forma cómica, por ejemplo: Cuando el Súper pide que vigilen a la cerda de alguien y Mortadelo le responde que llevándole a él ya es suficiente porque Filemón le llama de cerdo cuando habla a sus espaldas, para después pegarle mientras Filemón amenaza a Mortadelo por traidor, bocazas, etc.
- Filemón suele estar muchas veces escondido bebiendo vinos carísimos o fumando los puros habanos del Súper mientras este, o bien por la metedura de pata de Mortadelo, le encuentra y le golpea.
- Filemón y Mortadelo son tratados de forma despótica por "El Súper".
- Filemón y Mortadelo se mofan de El Súper y lo ignoran cuando les explica los detalles de una misión, siendo en consecuencia golpeados por él.
- Filemón y Mortadelo siempre suelen meter la pata y El Súper padece las consecuencias.
- Filemón y Mortadelo son perseguidos por el Super o aparecen escondidos en los lugares más inhóspitos y remotos del planeta (el desierto de Gobi, el del Sahara, los altos del Golán, las islas Columbretes, la isla de Pascua, la Antártida, etc.) mientras a su lado, un diario da cuenta del desaguisado de turno, al tiempo que advierte que el Súper está buscando a la pareja por un lugar completamente distinto.

### Con el profesor Bacterio
- Filemón y Mortadelo siempre huyen cuando El Súper les quiere hacer probar un invento del profesor Bacterio.
- Filemón y Mortadelo sufren los desastrosos efectos de los inventos del profesor.
- Ocasionalmente, Filemón y Mortadelo golpean o torturan cómicamente al profesor en venganza a las lesiones causadas por sus inventos.

### Con la secretaria Ofelia
- Filemón humilla a Ofelia, que tira los tejos a su compañero y, en menor medida, también a él.

## Representaciones

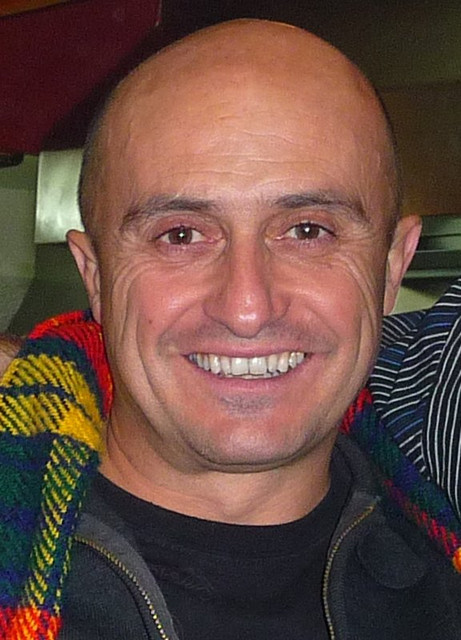
Pepe Viyuela, actor que interpretó el papel de Filemón en las dos entregas cinematográficas.

En los trabajos que llevaron a cabo los Estudios Vara, su voz fue puesta por José Martínez Blanco. Mientras que Xavier Martín haría lo propio en la serie de televisión de Claudio Biern Boyd. Por su parte en los videojuegos Roberto Cuenca Martínez puso la voz al personaje en Balones y patadones y Mamelucos a la romana; mientras que Carlos Revilla lo haría en Dos vaqueros chapuceros y Terror, espanto y pavor y Luis Marco en Una aventura de cine.
Por su parte en los trabajos realizados en imagen real, en la La gran aventura de Mortadelo y Filemón y su secuela fue interpretado por Pepe Viyuela quien fue elegido tras ser llamado por Javier Fesser para ir al casting para hacer de Mortadelo pero, al no conseguirlo, decidió presentarse al de Filemón que sí consiguió. La crítica valoró muy positivamente su interpretación tanto en la primera parte como en la segunda. En la obra de teatro fue interpretado por Juan Carlos Martín.